# Serpens

Mapa da constelação da Serpente

Serpens (Ser), a Serpente, é uma constelação do equador celeste. O genitivo, usado para formar nomes de estrelas, é Serpentis.
A constelação tem a peculiaridade de ser dividida em duas partes, separadas pela constelação do Serpentário: Serpens Caput (SerCp) (Cabeça da Serpente) e Serpens Cauda (SerCd) (Cauda da Serpente).
A Cabeça da Serpente fica predominantemente no hemisfério celestial norte, e tem como constelações limítrofes (segundo a padronização atual) com o Hércules, a Coroa do Norte, o Boieiro, a Virgem e a Balança; a Cauda, mais  ao sul, tem por vizinhas a Águia, o Sagitário e o Escudo.

## Mitologia
A Serpente é a cobra capturada pelo Serpentário, e assim essas duas constelações estão diretamente ligadas. Originalmente, formavam uma única constelação que foram mais tarde separadas. Talvez o fato do Serpentário dividir ao meio a Serpente (em Cabeça e Cauda) tenha relação ao mito grego envolvendo as duas constelações: o deus  da medicina, Asclépio, ao morrer fulminado por Zeus a pedido de Hades, deus do reino dos mortos (que estava indignado com os que Asclépio estava curando e salvando da morte), fora imortalizado mais tarde pelo Rei do Olimpo como constelação em reconhecimento por suas habilidades. Seu nome significa "cortar, extirpar". A serpente era associada à saúde devido à sua troca de pele, o que representaria renascimento para os gregos antigos; ademais, é da própria peçonha das cobras que se faz o soro antiofídico.